# جزیره هانوفر
جزیره هانوفر (به اسپانیایی: Hanover Island) یک جزیره در شیلی است که در اقیانوس آرام واقع شده‌است.

## خصوصیات
چازیره هانوفر ۸۱۲ کیلومترمربع مساحت دارد.